# Ryoo Seung-bum
Ryoo Seung-bum es un actor surcoreano. Se dio a conocer en las películas eclécticas de su hermano mayor, el director Ryoo Seung-wan, notablemente en Die Bad (2000), Arahan (2004), Crying Fist (2005), The Unjust (2010), y The Berlin File (2013). Conocido por su energía, ademánes y capacidad sutil para dirigir una escena, con los años ha cimentado su estatus como uno de los mejores actores de Corea.

## Biografía
Ryoo Seung-bum nació en Asan,
Chungcheong del Sur, Corea del Sur. Su familia se mudó posteriormente a Seúl, donde estudió la primaria, antes de regresar a una ciudad pequeña en Chungcheong llamada Onyang, en la cual pasó su adolescencia. Regresó a Seúl para estudiar en el Instituto Técnico Daedong, pero se retiró antes de graduarse. Ryoo más tarde dijo  haber pasado un tiempo difícil para encontrar la motivación de estudiar, pero que la actuación traería sobre él un cambio importante en su vida.
En 2001 comenzó a salir con la actriz Gong Hyo-jin, sin embargo la relación finalizó en agosto del 2012 después de 10 años.
En junio de 2020 anunció que estaba comprometido con su novia eslovaca y que se casarían ese mismo año, así como que la pareja estaba esperando a su primer hijo juntos en julio del mismo año.

## Otras actividades
Desde 2007,  ha sido parte de un club de DJ bajo el nombre "DJ Ryoo."
Él, Shin Min ah y Hyun Bin fueron elegidos como modelos para el ordenador portátil LG Xnote en 2008. Aunado a esto formó parte de la campaña de Summer Day, que se emitió en siete cortos o episodios (cada uno de aproximadamente 4 minutos; tiempo total de 30 minutos). Estos incluyen dos videos de música por You Hee-yeol: Summer Day, con Shin Jae-pyung de Peppertones, y My Happy Day interpretada por Shin Min ah.
Ryoo es amigo de Gary y Gil, que constituyen el dúo de hip hop Leessang. Ha aparecido en varios videos musicales de sus canciones, incluyendo Ballerino (2007) y The Girl Who Can't Break Up, The Boy Who Can't Leave (2009), ambos dirigidos por su hermano Ryoo Seung-wan. Ganó el premio de actuación en la categoría Vídeo  Musical en el Mnet KM Music Festival (actual Mnet Asian Music Awards) por I'm Not Laughing-Leessang (2005). También ha colaborado en el Bloody Tie con Who Are You Living For? (2006), con Hwang Jung-min en la voz, y Leessang y Ryoo como raperos. Ryoo Seung-Bum y Leessang estuvieron de gira juntos en Sídney, Australia por primera vez en 2009 con el productor de espectáculos, Leonard Dela Torre.

## Filmografía

### Películas
| Año  | Título                                            | Rol                                             | Director       |
| ---- | ------------------------------------------------- | ----------------------------------------------- | -------------- |
| 2000 | Die Bad                                           | Sang-hwan                                       | Ryoo Seung-wan |
| 2000 | Dachimawa Lee                                     | Washington                                      | Ryoo Seung-wan |
| 2001 | Guns & Talks                                      | motociclista                                    | Jang Jin       |
| 2001 | Waikiki Brothers                                  | Gi-tae                                          | Yim Soon-rye   |
| 2002 | No Blood No Tears                                 | Chae Min-soo                                    | Ryoo Seung-wan |
| 2002 | Sympathy for Mr. Vengeance                        | hombre con parálisis cerebral en el río (cameo) | Park Chan-wook |
| 2002 | No Comment                                        | hotel concierge (Enemies in Four Directions)    | Park Sang-won  |
| 2002 | No Comment                                        | actor en Happy Together parody movie            | Lee Hyun-jong  |
| 2002 | Conduct Zero                                      | Park Joong-pil                                  | Joh Keun-shik  |
| 2003 | Twentidentity (Cortometraje: "Secrets and Lies")  | Min Kyu-dong                                    |                |
| 2004 | Arahan                                            | Sang-hwan                                       | Ryoo Seung-wan |
| 2004 | Back (Internet Cortometraje)                      | Kim Sung-su                                     |                |
| 2005 | Crying Fist                                       | Yoo Sang-hwan                                   | Ryoo Seung-wan |
| 2005 | The Beast and the Beauty                          | Gu Dong-gun                                     | Lee Gae-byok   |
| 2006 | Bloody Tie                                        | Lee Sang-do                                     | Choi Ho        |
| 2006 | Family Ties                                       | Joon-ho (cameo)                                 | Kim Tae-yong   |
| 2006 | Aachi & Ssipak (animación)                        | Aachi (voz)                                     | Jo Beom-jin    |
| 2007 | Underground Rendezvous                            | Jang-geun (cameo)                               | Kim Jong-jin   |
| 2008 | Radio Dayz                                        | Lloyd                                           | Ha Ki-ho       |
| 2008 | Dachimawa Lee                                     | Border Lynx                                     | Ryoo Seung-wan |
| 2009 | The End (Cortometraje)                            | Seung-bum                                       | Baik Hyun-jhin |
| 2010 | No Mercy                                          | Lee Sung-ho                                     | Kim Hyeong-jun |
| 2010 | The Servant                                       | Lee Mong-ryong                                  | Kim Dae-woo    |
| 2010 | The Unjust                                        | Joo Yang                                        | Ryoo Seung-wan |
| 2010 | Foxy Festival                                     | Choi-kang Sang-du                               | Lee Hae-young  |
| 2011 | The Suicide Forecast                              | Bae Byung-woo                                   | Jo Jin-mo      |
| 2012 | Doomsday Book (Cortometraje: "A Brave New World") | Yoon Seok-woo                                   | Yim Pil-sung   |
| 2012 | Over My Dead Body                                 | Ahn Jin-oh                                      | Woo Seon-ho    |
| 2012 | Perfect Number                                    | Kim Seok-go                                     | Bang Eun-jin   |
| 2013 | The Berlin File                                   | Dong Myung-soo                                  | Ryoo Seung-wan |
| 2013 | New World                                         | Kang Cheol-hwa (cameo)                          | Park Hoon-jung |
| 2015 | Intimate Enemies                                  | Ji-noo                                          | Im Sang-soo    |
| 2016 | The Net                                           | Nam Cheol-woo                                   | Kim Ki-duk     |
| 2018 | Human, Space, Time and Human                      | jefe de la pandilla                             | Kim Ki-duk     |

### Series
| Año       | Título                           | Rol                         | Canal         | Ref.          |
| --------- | -------------------------------- | --------------------------- | ------------- | ------------- |
| 2001-2002 | Wonderful Days                   | Jang Cheol-jin              | SBS           |               |
| 2002      | Solitude                         | Min Young-woo               | KBS2          |               |
| 2003      | Nursery Story "Christmas Lovers" |                             | MBC           |               |
| 2004      | Sunlight Pours Down              | Kim Min-ho                  | SBS           |               |
| 2010      | Pasta                            | cliente (cameo, episodio 9) | MBC           |               |
| 2022      | Moving                           | Frank                       | jTBC, Disney+ | [ 11 ] [ 12 ] |

### Vídeos musicales
| Año  | Título                                                 | Artista                | Coprotagonista                    | Director       |
| ---- | ------------------------------------------------------ | ---------------------- | --------------------------------- | -------------- |
| 2000 | "Soliloquy"                                            | Kim Jang-hoon          | Hong Se-eun                       |                |
| 2002 | "The Name"                                             | The Name               | Tony Leung Chiu-Wai, Jeon Do-yeon | Cha Eun-taek   |
| 2003 | "Lonely Street Lights"                                 | Han Young-ae           | Kang Hye-jung                     | Bong Joon-ho   |
| 2005 | "I'm Not Laughing"                                     | Leessang feat. ALi     | Yum Jung-ah                       |                |
| 2007 | "Ballerino"                                            | Leessang feat. ALi     | Park Yeo-jin                      | Ryoo Seung-wan |
| 2009 | "The Girl Who Can't Break Up, The Boy Who Can't Leave" | Leessang feat. Jung-in | Lee Hyori                         | Ryoo Seung-wan |
| 2012 | "When I Look at Myself"                                | Kim Tae-woo            |                                   |                |

## Teatro
| Año  | Título  | Función |
| ---- | ------- | ------- |
| 2003 | Bieonso |         |

## Discografía
| Año  | Título                           | Artista                                                               | Notas                                         |
| ---- | -------------------------------- | --------------------------------------------------------------------- | --------------------------------------------- |
| 2002 | Ryoo Seung-bum Baile Timemachine | Varios artistas                                                       | Álbum                                         |
| 2002 | "Agasshi"                        | Ryoo Seung-bum, Park Hae-il, Kim Jong-eun, Jung Dae-yong y Lee Tae-ri | Pista de bonificación de Waikiki Hermanos OST |
| 2004 | "따블이에게"                     | Doble K. Señor R                                                      | Pista 6 de Mente Positiva                     |
| 2006 | "Quién eres, viviendo para?"     | Leessang. Hwang Jung-min Y Ryoo Seung-bum                             | pista 27 de Lazo Sangriento OST               |

## Premios y nominaciones
| Año  | Premio                                            | Categoría                   | Nominación       | Resultado | Ref.                 |
| ---- | ------------------------------------------------- | --------------------------- | ---------------- | --------- | -------------------- |
| 2001 | 37th Baeksang Arts Awards                         | mejor actor nuevo (cine)    | Die Bad          | Nominado  |                      |
| 2001 | 38th Grand Bell Awards                            | mejor actor nuevo           | Die Bad          | Ganador   | [ 15 ]               |
| 2001 | SBS Drama Awards                                  | premio a la nueva estrella  | Wonderful Days   | Ganador   |                      |
| 2002 | 38th Baeksang Arts Awards                         | mejor actor nuevo (TV)      | Wonderful Days   | Ganador   | [ 16 ]               |
| 2003 | 24th Blue Dragon Film Awards                      | mejor actor nuevo           | Conduct Zero     | Nominado  | [ 17 ]               |
| 2004 | 41st Grand Bell Awards                            | mejor actor                 | Arahan           | Nominado  | [ 18 ]               |
| 2005 | 42nd Grand Bell Awards                            | mejor actor                 | Crying Fist      | Nominado  | [ 19 ] [ 20 ]        |
| 2005 | 26th Blue Dragon Film Awards                      | mejor actor                 | Crying Fist      | Nominado  | [ 21 ]               |
| 2005 | 4th Korean Film Awards                            | mejor actor                 | Crying Fist      | Nominado  | [ 22 ]               |
| 2005 | 7th Mnet KM Music Festival                        | mejor actor (video musical) | I'm Not Laughing | Ganador   | [ 23 ]               |
| 2006 | 43rd Grand Bell Awards                            | mejor actor                 | Bloody Tie       | Nominado  | [ 24 ]               |
| 2006 | 2nd Premiere Rising Star Awards                   | mejor actor                 | Bloody Tie       | Ganador   | [ 25 ] [ 26 ]        |
| 2006 | 5th Korean Film Awards                            | mejor actor                 | Bloody Tie       | Nominado  | [ 27 ]               |
| 2007 | 30th Golden Cinematography Awards                 | mejor actor                 | Bloody Tie       | Ganador   | [ 28 ] [ 29 ]        |
| 2007 | 43rd Baeksang Arts Awards                         | mejor actor (cine)          | Bloody Tie       | Ganador   | [ 30 ] [ 31 ] [ 32 ] |
| 2008 | 2nd Mnet 20's Choice Awards                       | Hot Fashionista             | [NA]: {{{1}}}    | Ganador   | [ 33 ]               |
| 2010 | 14th Puchon International Fantastic Film Festival | premio de actores           | No Mercy         | Ganador   | [ 34 ] [ 35 ]        |
| 2011 | 8th Max Movie Awards                              | mejor actor                 | The Unjust       | Nominado  |                      |
| 2011 | 5th Asian Film Awards                             | mejor actor de reparto      | The Unjust       | Nominado  | [ 36 ]               |
| 2011 | 47th Baeksang Arts Awards                         | mejor actor (cine)          | The Unjust       | Nominado  | [ 37 ]               |
| 2011 | 15th Fantasia Festival                            | mejor actor                 | The Unjust       | Ganador   | [ 38 ]               |
| 2011 | 20th Buil Film Awards                             | mejor actor                 | The Unjust       | Ganador   | [ 39 ]               |